# Slava vojvodine Kranjske
Slava vojvodine Kranjske (izvirni nemški naslov Die Ehre dess Hertzogthums Crain) je polihistorsko delo (enciklopedija), ki je izšlo leta 1689 v Nürnbergu in ga je napisal Janez Vajkard Valvasor. Velja za njegovo največje delo in še danes za eno najpomembnejših znanstvenih del o Kranjski, Valvasorjevi domovini, današnji del osrednje Slovenije.
Celotno delo zajema 4 zvezke/knjige, ki so razdeljeni na 15 knjig/poglavij; skupaj ima delo 3532 strani, 24 prilog in 528 bakrorezov. Valvasor je predstavil Kranjsko s pomočjo več ved: zgodovine, geografije, topografije, medicine, etnologije, biologije, geologije ...
Zaradi velikih stroškov pri tisku je bil Valvasor prisiljen prodati grad Bogenšperk in rojstno hišo v Ljubljani, nakar se je preselil v Krško, kjer je v roku enega leta tudi umrl.

## Vsebina knjig
- I.	knjiga: avtor je Erazem Francisci. Razdeljena je na 8 poglavij in obsega 96 strani. V njej Francisci razpravlja o imenih narodov, ki so prebivali na Kranjskem. Poglobi se tudi v etimologijo samega imena Kranjske oziroma Carnorum in Carnutum.
- II. knjiga: vsebuje 27 poglavij in 200 strani, Valvasor pa jo je poimenoval »kratka topografija« ali »sumarična topografija«. Avtor opredeli meje Kranjske, opiše njeno razdelitev na: gorenji, dolenji, srednji, notranji in istrski del. Na splošno opiše Kranjce in njihove običaje, nato pa se posveti obravnavi njenih posameznih delov in njihovim šegam, prehrambenim navadam, goram, rekam, studencom, jamam, gradovom, rudnikom in ostalemu.
- III. knjiga: vsebuje 38 poglavij in 168 strani, je neke vrste topografsko-zgodovinsko poglavje, saj popisuje vode, podnebje, bolezni, rastlinstvo, zelišča, drevesa, rudnike, pri čemer se najbolj posveti rudniku živega srebra v Idriji.
- IV. knjiga: vsebuje 53 poglavij in 232 strani. Tu Valvasor opisuje posebnosti kot so fosili in druge okamnine, posebnosti iz živalskega in rastlinskega sveta, še posebej pa se posveti kraškemu in podzemeljskemu svetu na Kranjskem oziroma Notranjskem.
- V.	knjiga: vsebuje 16 poglavij in 268 strani. Avtor te knjige je zopet Erazem Francisci. Razpravlja o narodih, ki so gospodovali na ozemlju Kranjske do prihoda Frankov. Ta knjiga naj bi precej povezmala iz Schönlebnovo Carniola antiqua et nova.
- VI. knjiga: vsebuje 11 poglavij in 102 strani. Ta knjiga je pomembna predvsem zato, ker govori o kranjskem oziroma slovanskem jeziku. Nato pa o noši, običajih in navadah v posameznih delih Kranjske.
- VII. knjiga: vsebuje 17 poglavij in 120 strani. Posvečena je veri in raznim verovanjem, od poganskih običajev, pokristjanjevanja, protestantizma, protireformacije, do praznoverja, običajev in čarovnij.
- VIII. knjiga: za razliko od ostalih knjig ni razdeljena na poglavja, ampak na odseke ali sekcije, vsebuje pa 346 strani. V njej avtor opiše svetnike, patriarhe, škofe in redove ter župnije.
- IX. knjiga: vsebuje 12 poglavij in 122 strani. V tej knjigi je popisana ustavna in upravna ureditev dežele in kranjske plemiške rodbine. Predstavljeni so tudi plemiški grbi. Podrobno predstavi deželne glavarje, deželne upravitelje, oskrbnike, vicedome, stanove, in tako dalje.
- X.	knjiga: vsebuje 30 poglavij in 274 strani, posvečena pa je vladarjem dežele. Predstavljena je politična zgodovina vojvod in deželnih knezov. Povzema zgodovino od antike do leta 1689.
- XI. knjiga: vsebuje 730 strani in je najobširnejša. Je literarna topografija oziroma »knjiga gradov«. V njej so po abecednem redu predstavljena in ilustrirana mesta, trgi, gradovi, samostani in ostale znamenitosti.
- XII. knjiga: vsebuje 13 poglavij in 134 strani. Govori predvsem o Hrvaški, njenih turških in hrvaških obmejnih krajih, nadalje pa o posameznih hrvaških mestih in utrdbah.
- XIII. knjiga: vsebuje 6 poglavij in 112 strani. Tudi ta je posvečena zgodovini. Tako lahko v njej beremo o Argonavtih, ustanovitvi Emone, o raznih vojnih pohodih,... Knjiga precej sovpada s V. knjigo.
- XIV. knjiga: vsebuje 26 poglavij in 184 strani. V njej so prikazani rimsko obdobje, preseljevanje narodov in čas do avstrijske oblasti. Podrobneje so opisani še vojna domačinov z Rimljani, končni poraz domačinov, upor rimske vojske, dogodki pod cesarjem Konstantinom, vojna Teodozija zoper Gote, vpadi Slovanov, ter ostali spopadi in politične razmere.
- XV. knjiga: vsebuje 34 poglavij in 314 strani. V njej so zbrani letopisi Kranjske pod avstrijskimi vladarji. Na koncu knjige pa se nahajata še 2 neoštevilčeni strani pripomb in tiskovnih popravkov.

## Kazalo
Celotno delo Slava vojvodine Kranjske ne vsebuje skupnega stvarnega kazala. Tako je Oskar Gratzy-Wardengg naknadno napisal Repertorium zu J. W. Freiherrn von Valvasors »Die Ehre des Herzogthums Krain« (1689) – stvarno kazalo k vsem štirim knjigam Slave vojvodine Kranjske, ki je izšlo leta 1901 in ki vsebuje 112 strani.

## Ostali avtorji
Poleg Janeza Vajkarda Valvasorja velja kot avtorja omeniti tudi Erazma Franciscija, ki je Valvasorjeve sestavke uredil in oblikoval, dodal je tudi razna pojasnila in pripombe, obenem pa je tudi sam sestavil prvo in peto knjigo. Že omenjene pesmi pa je spesnilo kar osem pesnikov, med njimi je bila tudi ženska avtorica – baronica Katarina Regina von Greiffenberg-Seisenegg. Ostali avtorji pesmi so še: Pavel Ritter-Vitezović, Jožef Sisentschelli, Janez Ludvik Prasch, Janez Gregor Dolničar (Thalnitscher), Janez Krstnik Petermann, Krištof Wegleiter in Janez Gabrijel Majer. 
Slava vojvodine Kranjske je okrašena s podobami in zemljevidi, ki so jih kot risarji prispevali poleg Valvasorja še: Janez Koch, Peter in Ivan Werex, Boener in Matija Greischer. Bakrorezci so bili: Andrej Trost, Peter Mungersdorf, Pavao Vitezović-Ritter in Atzelt, nekatere podobe pa so anonimne.

## Ponatisi
Prva dva zvezka ponatisa sta izšla v letu 1877, druga dva pa med letoma 1887 in 1879. Urednika izvoda sta poleg prvotnega, Erasmusa Franciscija, Janez Krajec, ki je obenem tudi založnik in tiskar ter Josip Pfeifer, avtor dodanega besedila pa je Peter Radics. V primerjavi s prvo izdajo se je spremenil format, ilustracije in priloge se ne ujemajo vedno z izvirnikom.
Faksimile je izhajal med letoma 1971 in 1973 pri Mladinski knjigi. Urednik in avtor dodanega besedila je Branko Reisp.

## Prevodi
Mirko Rupel je leta 1951 pri Mladinski knjigi izdal Valvasorjevo berilo, kjer je zbral in uredil posamezne odlomke oziroma  posamezna poglavja. To je do sedaj edini prevod, ki je bil izdan in predstavljen širši javnosti.
15. aprila 2009, ob 320-i obletnici prve izdaje knjige, sta Zavod Dežela Kranjska in Javni zavod Bogenšperk na gradu Bogenšperk predstavila projekt celotnega prevoda knjige v štirih zvezkih. Glavni prevajalci iz nemščine so bili Doris, Božidar in Primož Debenjak, iz latinščine Aleš Maver, pobudnik, urednik in vodja projekta pa Tomaž Čeč.  Prevod je v celoti izdal  Zavod Dežela Kranjska in pripravil tudi zbornik strokovnih študij, Studia Valvasoriana (urednik Janez Weiss), ki je izšel konec leta 2014.